# Bixby
Bixby（ビクスビー）は、サムスン電子が開発した人工知能を使用したAIアシスタントシステムである。

## 概要
- 2017年
  - 3月20日、『Galaxy UNPACKED 2017』にて発表された[3]。 同時に発表された「Galaxy S8│S8+」とGalaxy Tab A（日本未発売）にて使用が可能[4][5][6]。それ以前のGalaxy端末でも Android 7.0以降であれば直札のインストールは可能[7][8]。
  - 5月、BixbyがFamily Hub 2.0冷蔵庫のラインナップに登場し、仮想アシスタントを含む最初の非モバイル製品になると発表した[9]。
  - 10月、サンフランシスコでのSDCにて、Bixby 2.0のリリースの発表された。2.0では、スマートフォン、テレビ、冷蔵庫など、同社のコネクテッド製品ライン全体に展開された。 また、Samsung Developer Kit（サムスン・デベロッパー・キット）を使用してBixbyのアプリケーションをサードパーティでも開発することが可能となった。

## 特徴
Bixbyには、「Bixby Voice」、「Bixby Vision」、「Bixby Home」という3つの機能がある。
「Bixby Voice」は、音声アシスタント機能となり、「Hi, Bixby!」と発声し呼び出すか、音量キーの下にあるBixbyボタンを長押しして起動できる。 このボタンはサードパーティのアプリを使用して動作の変更が可能で、Googleアシスタントなどの別のアプリケーションを開くように設定できる。この機能は当初は標準で搭載されていたがリリース直前にファームウェアの更新で削除されたものである。 
「Bixby Vision」は、リアルタイムでオブジェクトを識別し、オンラインでの購入、テキストの翻訳、QRコードの読み取り、ランドマークの認識などができるARカメラである。
「Bixby Home」は、Googleアシスタントのスナップショットに類似した機能である。たとえば、天気、運動アクティビティ、スマートホームを制御するためのボタンなどである。

## 日本におけるBixbyの展開について
Bixby Vision、Bixby Homeのみが利用可能である。

## 対応機種
- Galaxy Sシリーズ
- Galaxy Noteシリーズ
- Galaxy Foldシリーズ
- Galaxy Aシリーズ
- Galaxy Mシリーズ
- Galaxy Jシリーズ
- Galaxy Onシリーズ
- Galaxy Watchシリーズ
- Galaxy Home

（主に2017年以降のデバイスに対応）